# Pedro Gual (comune)
Pedro Gual è un comune del Venezuela situato nello Stato del Miranda.
Il capoluogo del comune è la città di Cúpira.